# Шмидт, Уве
Уве Шмидт (нем. Uwe Schmidt; родился 27 августа 1968 во Франкфурте, ФРГ) — немецкий диджей и продюсер электронной музыки. Считается основателем стиля электролатино.

## Биография и некоторые альбомы
Шмидт записывал танцевальную музыку на протяжении 90-х годов под многими псевдонимами.
В 1994 году открыл свой лейбл, Rather Interesting, с целью развития «нетрадиционной электронной музыки».
В 1996 году переехал в Сантьяго, Чили, где изучал латинскую музыку. Под новым псевдонимом Señor Coconut Уве Шмидт записал альбом El Gran Baile.
В 1998 под псевдонимом lb Шмидт выпускает альбом Pop Artificielle с кавер-версиями песен 1980-х годов Джеймса Брауна, Принса и Дэвида Боуи.
Следующий диск, El Baile Alemán (2000), составлен из ремиксов композиций Kraftwerk, записанных в латинских танцевальных ритмах. Альбом был задуман как знак уважения и одновременно пародия на Kraftwerk (например, в композиции Autobahn слышны звуки автомобиля, который не заводится). Авторство альбома приписывается Señor Coconut y Su Conjunto, при этом в действительности музыка на альбоме целиком исполнена и семплирована Шмидтом (при участии трех вокалистов). Диск получил хорошую критику в США, что позволило Шмидту запланировать короткий тур в США. Из-за проблем с визами у некоторых сопровождающих его чилийских музыкантов Señor Coconut был вынужден отменить тур по Северной Америке, однако совершил концертную поездку по латиноамериканским странам.
В 2003 выходит альбом Fiesta Songs с кавер-версиями песен Майкла Джексона и Deep Purple. Через 3 года записан Yellow Fever с кавер-версиями записей японского электропоп-трио Yellow Magic Orchestra.
Шмидт был одним из соучредителей MACOS (Musicians Against Copyrighting Of Samples), творческого объединения музыкантов, отказывающихся от правообладания на семплы. Тем не менее, в настоящее время он вышел из этого объединения.

## Псевдонимы
| - Almost Digital - Atom™ - Atom™ feat. Tea Time - Atom Heart - Atomu' Shinzo - Bass - Bi-Face - The Bitniks - Brown - Bund Deutscher Programmierer - CMYK - Coeur Atomique - Datacide (сотрудничество с Tetsu Inoue) - The Disk Orchestra - Dos Tracks - Dots - Dr Mueller - Dropshadow Disease - Erik Satin - Flanger (сотрудничество с Burnt Friedman) - Flextone - Fonosandwich - Geeez 'N' Gosh - Gon | - HAT (сотрудничество с Haruomi Hosono и Tetsu Inoue) - H. Roth - i - Interactive Music - Jet Chamber (сотрудничество с Pete Namlook) - Lassigue Bendthaus - LB - Le Diapason - Lisa Carbon - Lisa Carbon & Friends - The Lisa Carbon Trio - Los Negritos - Los Samplers - Machine Paisley - Masters Of Psychedelic Ambiance - Midisport - Mike Mc Coy - Millennium - Mono™ - M/S/O | - +N (сотрудничество с Victor Sol) - Naturalist - Ongaku - Pentatonic Surprise - Pornotanz - Real Intelligence - The Roger Tubesound Ensemble - Schnittstelle - Second Nature - Semiacoustic Nature - Señor Coconut - Silver Sound - Slot - Softcore - Soundfields - Subsequence - Superficial Depth - Surtek Collective (сотрудничество с Original Hamster) - Synthadelic - Urban Primitivism - VSVN - Weird Shit |

## Избранная дискография

### Lassigue Bendthaus
- Matter (1991)
- Binary (1992)
- Cloned (1992)
- Render (1994)

### Atomu Shinzo
- Act (1993)

### Atom Heart
- Datacide II (1993)
- Coeur Atomique (1993)
- Orange (1994)
- Live at Sel I/S/C (1994)
- +N — ex.s (1994) (с участием Victor Sol, Alain «Stocha» Baumann и Chris & Cosey)
- +N — plane (1994) (с участием Victor Sol)
- Dots (1994)
- Softcore (1994)
- Aerial Service Area (1994) (с участием Victor Sol и Niko Heyduck)
- VSVN (1995)
- Mu (1995)
- Semiacoustic Nature (1995)
- Silver Sound 60 (1995)
- Bass (1995)
- Real Intelligence (1995)
- Machine Paisley (1996)
- Hat (1996)
- Brown (1996)
- Apart (1996)
- +N — built. (1996) (с участием Victor Sol)
- Gran Baile Con…Señor Coconut (1997)
- Digital Superimposing (1997)
- Schnittstelle (1998)

### Lisa Carbon
- Experimental Post Techno Swing (1993)
- Polyester (1995)
- Trio de Janeiro (1997)
- Standards (2003)

### Flanger
- Templates (1999, Ntone, Cat. no: NTONECD33, CD)
- Midnight Sound (2000, Ntone, Cat. no: NTONECD40, CD)
- Inner Spacesuit (2001, Ninja Tune, Cat. no: ZEN12105, 12")
- Outer Space / Inner Space (2001, Ninja Tune, Cat. no: ZEN61/ZENCD61, 2xLP/CD)
- Spirituals (2005, Nonplace, Cat. no: NON18, CD)
- Nuclear Jazz (Templates/Midnight Sound) (2007, Nonplace, Cat. no: NON21, CD)

### Geeez 'N' Gosh
- My Life With Jesus (2000)
- Nobody Knows (2002)

### lb
- Pop Artificielle (1998)

### Bund Deutscher Programmierer
- Stoffwechsel (2000)

### Señor Coconut y Su Conjunto
- El Gran Baile (1997)
- El Baile Alemán (2000)
- Fiesta Songs (2003)
- Señor Coconut presents Coconut FM  (2005)
- Yellow Fever! (2006) (с участием Towa Tei; Burnt Friedman; Mouse On Mars; Akufen; Schneider TM и др.)
- Atom™ presents: Around the world with Señor Coconut and his Orchestra (2008)

### The Disk Orchestra
- [k] (2001)

### Midisport
- 14 Footballers In Milkchocolate (2001)

### Dos Tracks
- :) (2002)
- Dos Tracks (2002)

### Atom™
- CMYK (2005)
- iMix (2005)
- Son Of A Glitch (2007) (с участием Mikrosopht, Audiocrip, Original Hamster, The Machinist и Yoshi)

### Los Negritos
- Speed-Merengue Mega-Mix 2005 (2005)

### Surtek Collective (с участием Original Hamster)
- The Birth Of Aciton (2007)